# Aston Martin DBR4
O Aston Martin DBR4/250, comumente referido simplesmente como o DBR4, é um carro de corrida de Fórmula 1, projetado por Ted Cutting para a fabricante de automóveis esportivos Aston Martin.
Embora tenha sido testado já em 1957, o DBR4 não fez sua estreia no Campeonato Mundial até o Grande Prêmio da Holanda de 1959, pilotado por Roy Salvadori e Carroll Shelby. No entanto, devido ao seu longo período de fabricação, no momento em que finalmente entrou em disputa muito do seu conceito e tecnologia já tinha sido substituído, e o carro não foi um sucesso. O DBR4 foi substituído pelo veículo mais leve Aston Martin DBR5/250 no início de 1960.